# Son Heung-min
Dans ce nom, le nom de famille, Son, précède le nom personnel.
Son Heung-min (en coréen : 손흥민, /sʰo̞n xɯŋ.min/), né le 8 juillet 1992 à Chuncheon en Corée du Sud, est un footballeur international sud-coréen qui évolue au poste d'ailier gauche au Los Angeles FC.

## Biographie
Son Heung-min est né à Chuncheon, dans une famille de footballeurs originaire de Séoul. Son frère, Son Heung-yun, né en 1988, a joué en sixième division allemande, avant de devenir entraîneur de futsal à la suite d'une blessure. Leur père, Son Woong-jung, est un ex-footballeur reconverti en entraîneur.
Il commence le football en 2002, comme énormément de jeunes Sud-Coréens, notamment à la suite du parcours extraordinaire de la Corée en Coupe du monde 2002.

### Hambourg SV
Il est formé dans son club de cœur à Séoul, le Sporting Séoul Dundee Club.

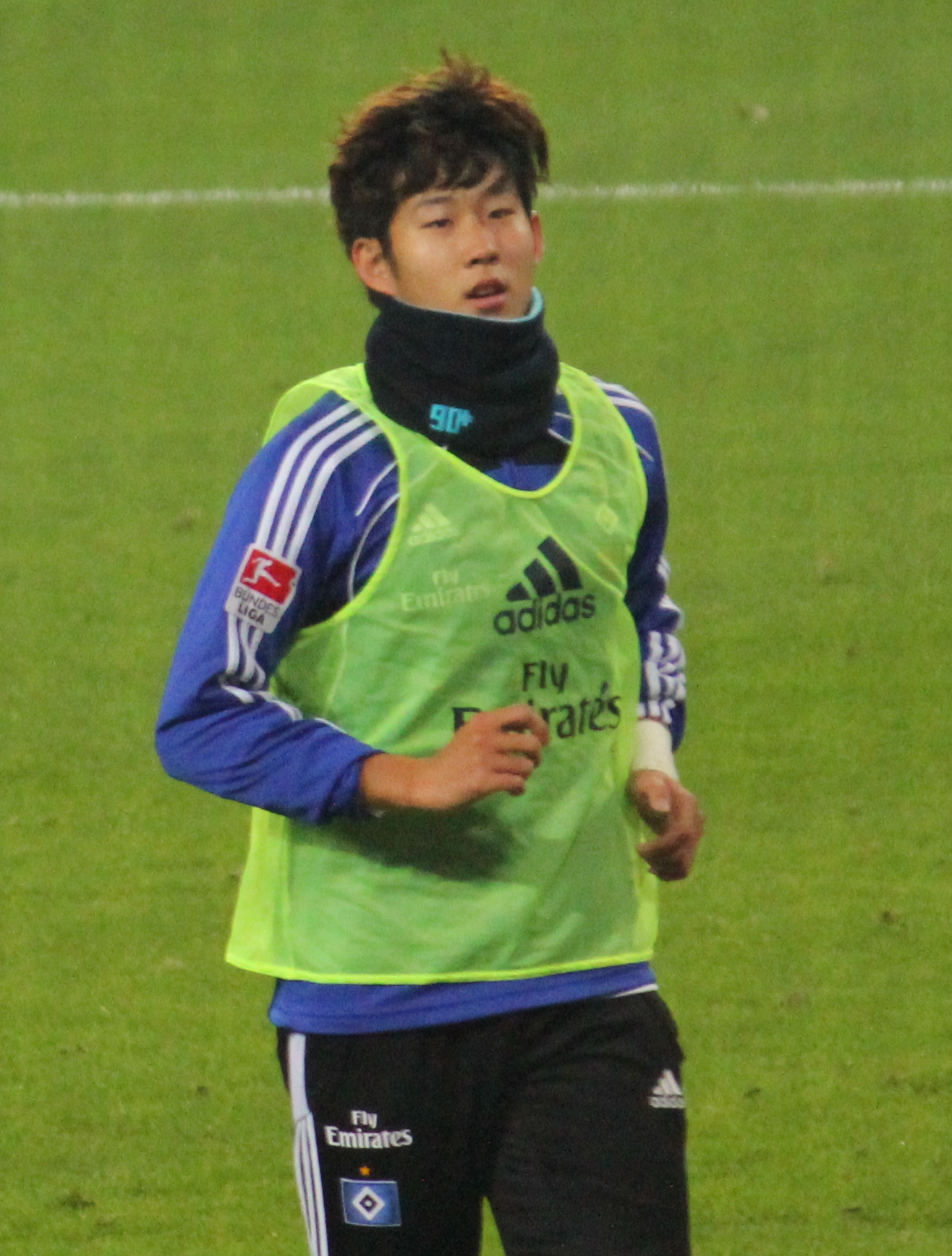
Son à l'échauffement avec Hambourg SV en 2011.

À l'âge de 16 ans, Son Heung-min quitte la Corée du Sud et rejoint le centre de formation du Hambourg SV. En juillet 2010, il fait ses débuts avec l'équipe professionnelle et signe un contrat de deux ans lors de son 18e anniversaire.
Il impressionne durant les matchs amicaux du Hambourg SV en marquant neuf buts et signe dans la foulée une extension de contrat le liant au club jusqu'en 2015. Grâce à ses performances durant la pré-saison, il est affectueusement surnommé « Le Müller coréen » et reçoit les éloges de Franz Beckenbauer qui dit que Son avait ce qu'il fallait pour devenir le prochain Cha Bum-geun, son entraîneur Armin Veh le désigne comme un « joyau ».
Il marque le but de la victoire contre Chelsea en amical (2-1) mais le jeune Coréen se fracture l'orteil en fin de match et reste indisponible pendant deux mois. Son effectue son retour en Coupe d'Allemagne le 27 octobre 2010 contre l'Eintracht Francfort. Trois jours plus tard, il joue son premier match de Bundesliga sur la pelouse du FC Cologne (3-2 où il marque également son premier but). Le 20 novembre 2010, Son Heung-min réalise un doublé, son premier en professionnel, contre Hanovre mais le HSV perd encore le match (3-2).
Le 22 septembre 2012, Son inscrit un nouveau doublé, lors d'une rencontre de championnat face au Borussia Dortmund. Ces deux buts contribuent à la victoire de son équipe ce jour-là (3-2 score final).

### Bayer Leverkusen

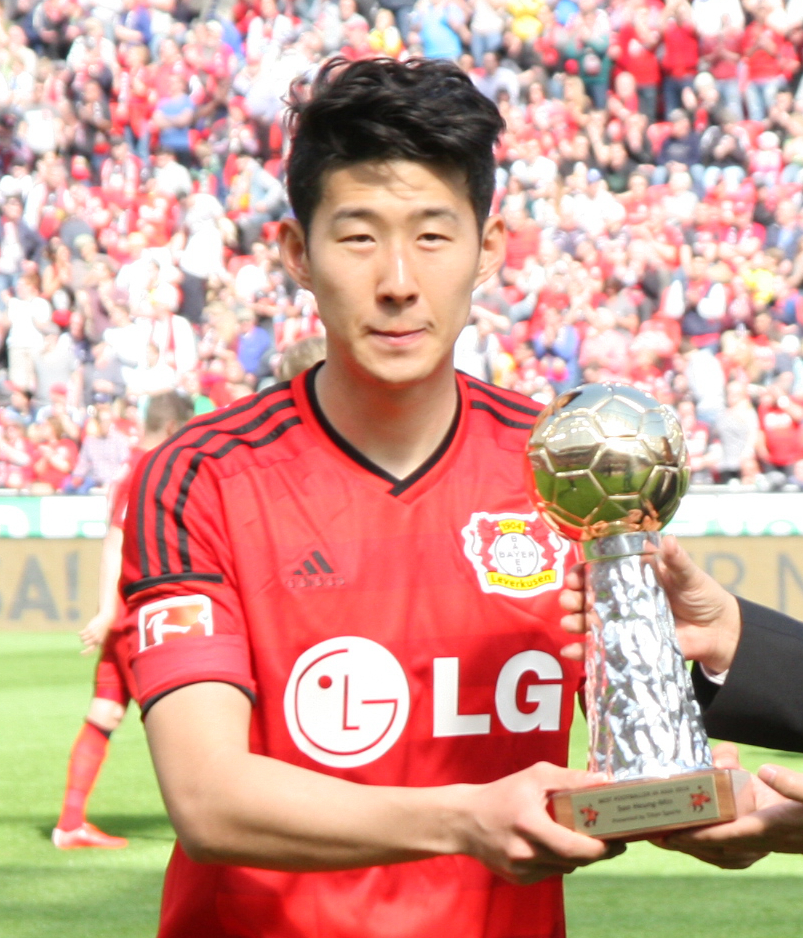
Son en 2014.

Son est transféré au Bayer Leverkusen où il signe un contrat de cinq ans en début de mercato pour pallier le départ d'André Schürrle, parti à Chelsea. Dès la première journée de championnat de Bundesliga, le 10 août 2013, il inscrit son premier but contre le SC Fribourg (victoire 3-1 de Leverkusen). Le 9 novembre 2013, lors de la 12e journée du championnat contre son ancien club, le Hambourg SV, Son inscrit un triplé, le premier de sa carrière pour aider son équipe à remport la victoire (5-3).
Le 27 août 2014, Heung-min Son inscrit dès les premières secondes un but contre le FC Copenhague en barrage retour de la Ligue des champions (le Bayer Leverkusen l'emporte 4-0 et se qualifie pour les phases de poules). Le 18 octobre, en Bundesliga, Son marque un doublé contre le VfB Stuttgart (3-3) et inscrit un but lors de la victoire contre Hanovre 96 (3-1). Le 29 octobre, lors d'un match de DFB Pokal, le Sud-Coréen est expulsé à la 78e minute à la suite d'un mauvais geste sur le défenseur allemand Silvio Bankert. Le 4 novembre, Son marque un doublé lors de la 4e journée de la phase de groupe de la Ligue des champions permettant à son équipe de s'imposer. L'équipe allemande atteint les huitièmes de finale mais est éliminée aux tirs au but par l'Atlético de Madrid. Le 14 février 2015, Son inscrit un triplé contre le VfL Wolsburg alors que son équipe était menée 3 à 0 mais ne peut empêcher la défaite de son équipe (4-5).
Son termine sa saison avec 18 buts inscrits toutes compétitions confondues, dont 11 en Bundesliga.

### Consécration à Tottenham Hotspur

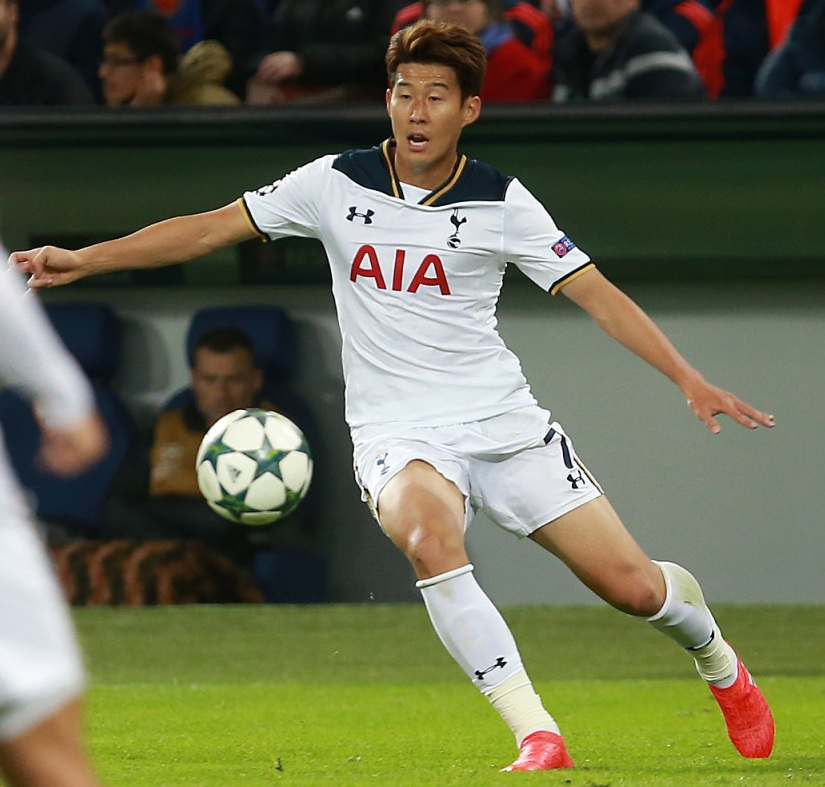
Son en 2016 avec Tottenham.

Le 28 août 2015, Son s'engage pour quatre ans à Tottenham en échange d'un chèque de trente millions d'euros. Il devient à l'occasion l'un des joueurs asiatiques les plus chers de l'histoire du football.
Son joue son premier match pour Tottenham le 13 septembre 2015 face au Sunderland AFC, lors d'une rencontre de Premier League. Il est titularisé et son équipe s'impose par un but à zéro.
Il marque son premier but et doublé avec le club lors d'un match de Ligue Europa, face à Qarabag (victoire 3-1). Le 20 septembre 2015, il marque un but à l'occasion de la sixième journée de Premier League face à Crystal Palace (victoire 1-0). Il marque le but de la victoire à la dernière minute d'un match de championnat contre Watford d'une talonnade qui passe entre les jambes du gardien Heurelho Gomes (1-2).
Le 27 septembre 2016, il inscrit l'unique but de la rencontre contre le CSKA Moscou, à l'occasion de la deuxième journée de la phase de groupes de la Ligue des champions 2016-2017. Le 14 octobre 2016, il reçoit le titre de Joueur du mois de septembre de Premier League. Il devient le premier joueur asiatique à recevoir cette récompense. Le 12 mars 2017, Son réalise son premier triplé pour Tottenham durant le quart de finale de FA Cup remporté 6-0 contre Millwall, pensionnaire de troisième division. Il reçoit à nouveau le trophée du Joueur du mois en avril 2017. La saison 2016-2017 est la plus prolifique de sa carrière puisqu'il inscrit un total de 21 buts toutes compétitions confondues dont 14 en Premier League.
Le 13 septembre 2017, il ouvre le score contre le Borussia Dortmund en Ligue des champions (victoire 3-1) et marque également le but de l'égalisation contre les Allemands lors du match retour au Signal Iduna Park (victoire finale 1-2). Son inscrit un doublé contre Huddersfield pour une victoire 2-0 le 3 mars 2018. Le 20 juillet 2018, il prolonge son contrat (qui le liait avec Tottenham jusqu'en 2020), jusqu'en 2023.

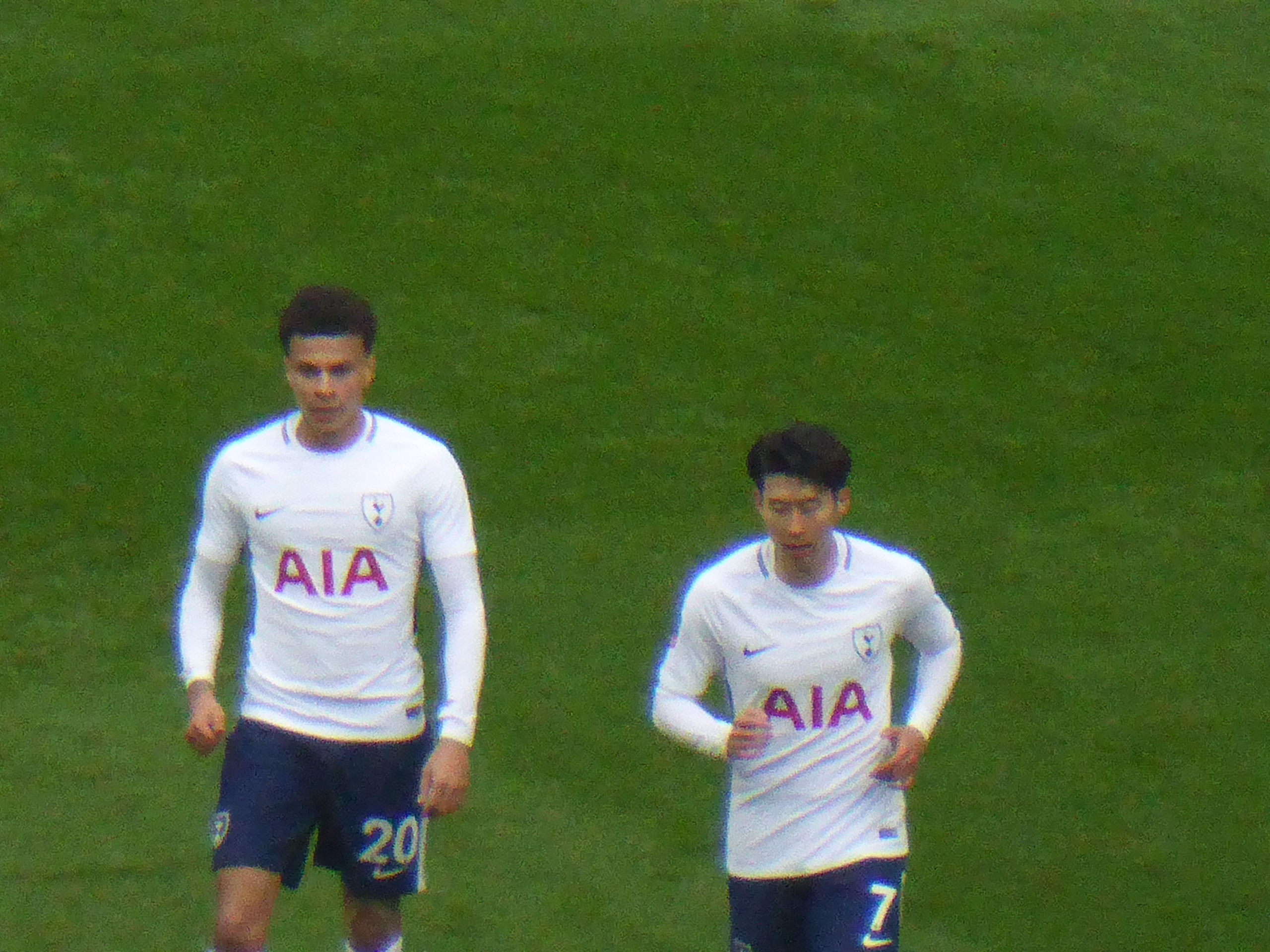
Son Heung-min et son coéquipier Dele Alli en 2018.

Le 1er mars 2019, Heung-Min Son est récompensé aux Londons Football Awards, qui célèbrent le meilleur du football londonien pour le titre de meilleur joueur. L’ailier sud-coréen de Tottenham, auteur de 16 buts et 9 passes décisives en 34 matches toutes compétitions confondues, s’impose devant Harry Kane, Pierre-Emerick Aubameyang et Eden Hazard, comme le rapporte l’Evening Standard. Le 3 avril 2019, il devient le tout premier buteur officiel de l'histoire du Tottenham Hotspur Stadium, le nouveau stade de Tottenham, en marquant lors du match inaugural face à Crystal Palace. Il se distingue comme étant l'un des acteurs majeurs de la campagne européenne exceptionnelle de Tottenham en Ligue des champions. Peu décisif lors de la phase de groupes, à l'image de son club, Son marque le premier but du match aller des huitièmes de finale contre le Borussia Dortmund pour une victoire 3-0. Il est également indispensable pour les Spurs en quarts de finale contre Manchester City, puisqu'il offre la victoire au Tottenham Hotspur Stadium par un but plein de technique. Il marque également un doublé lors de l'incroyable match retour à l'Etihad Stadium qui permet à son équipe de se qualifier pour les demi-finales malgré la défaite (4-3). Suspendu pour la demi-finale aller perdue face à l'Ajax Amsterdam (0-1), Son fait son retour pour la deuxième manche, remportée dans les derniers instants grâce à un triplé de Lucas Moura (2-3).
Le 3 novembre 2019, à l'occasion d'un nul 1-1 face à Everton en championnat, Son effectue un tacle lourd sur André Gomes qui est victime d'une grave luxation-fracture de la cheville droite. Son reçoit d'abord un carton jaune, puis devant la gravité de la blessure, l'arbitre l'exclut. Il se montre effondré par l'horrible blessure du Portugais et fond en larmes avant de quitter le terrain. Quelques jours plus tard, après contestation du club et de Mauricio Pochettino, la sanction est annulée. Le 6 novembre, Son inscrit un doublé en Ligue des champions contre l'Étoile rouge de Belgrade et dédie son premier but à Gomes avec une célébration lui rendant hommage, d'un salut les mains jointes. Au milieu du mois de novembre, faute de résultats, Pochettino est limogé par Tottenham qui nomme José Mourinho à la place. Son inscrit un but et délivre une passe durant un succès 2-3 à West Ham le 23 novembre, premier match sous l'ère de l'entraîneur portugais. Le 7 décembre, il inscrit un but en remontant le terrain depuis sa surface sur soixante-dix mètres pour inscrire le troisième but des Spurs face à Burnley (5-0),. Après le match, Mourinho compare Son à Ronaldo et avance que son but est semblable à celui du Brésilien inscrit contre Compostelle en 1996 alors qu'il jouait au FC Barcelone et que le coach portugais y était entraîneur-adjoint. Le 16 février, contre Aston Villa, Son marque son 50e but en Premier League, devenant ainsi le premier joueur asiatique à inscrire cinquante buts dans le championnat anglais. Alors que les deux équipes sont dos à dos (2-2), Son s'offre un doublé en marquant le but de la victoire à la dernière minute du temps additionnel (2-3).
En septembre 2020, sur la pelouse du St Mary's Stadium de Southampton FC, il inscrit un quadruplé sur quatre passes décisives d'Harry Kane, ce qui n'est jamais arrivé dans l'histoire de la Premier League. Les Spurs l'emportent 2-5, match comptant pour la 2e journée de championnat,. Formant avec Kane un duo extrêmement dangereux, Son inscrit un doublé contre Manchester United et donne une passe décisive à son coéquipier anglais lors d'une victoire historique à Old Trafford (1-6). Fin octobre, Son marque l'unique but de la rencontre contre Burnley sur une nouvelle passe décisive de Kane (0-1). Il est alors récompensé par le prix de joueur du mois de Premier League grâce à un mois d'octobre qu'il boucle avec 4 buts et 2 passes décisives. Le 17 décembre, il remporte le Prix Puskas de la FIFA, qui récompense le plus beau but de la saison, pour sa réalisation magistrale contre Burnley en décembre 2019. Le 2 janvier 2021, Son inscrit son 100e but sous les couleurs des Spurs en inscrivant le but du break contre Leeds United (3-0). Le 17 janvier 2021, lors du match contre Sheffield United en Premier League, Son délivre une passe décisive à Serge Aurier (victoire finale 3-1) et devient alors le premier joueur asiatique à être directement impliqué sur 100 buts (avec 65 buts et 35 passes décisives) en Premier League.
En juillet 2021, Heung-Min Son prolonge son contrat de quatre ans soit jusqu'en 2025.
Le 9 avril 2022, Son Heung-Min réalise un triplé contre Aston Villa, en championnat. Il contribue ainsi à la victoire de son équipe par quatre buts à zéro. Ces trois buts lui permettent d'entrer dans le top 10 des meilleurs buteurs de l'histoire de Tottenham,. En fin de saison, Son atteint le total de 23 buts inscrits en Premier League, total qui lui permet de remporter le Soulier d'or à égalité avec Mohamed Salah.
Le 8 avril 2023, Son inscrit son 100e but en Premier League d'une frappe enroulée en pleine lucarne contre Brighton (victoire 2-1). Il devient ainsi le premier joueur asiatique à atteindre ce prestigieux total.
Le 12 août 2023, à la suite du départ de Harry Kane au Bayern Munich, Heung-Min Son récupère le brassard de capitaine,.
Son se fait remarquer le 2 septembre 2023 en réalisant un triplé en championnat contre le Burnley FC. Titulaire, il participe à la victoire de son équipe par cinq buts à deux,. Le 24 septembre 2023 il est cette fois l'auteur d'un doublé lors du derby contre Arsenal. Les deux équipes se neutralisent ce jour-là (2-2 score final)
Le 7 janvier 2025, Tottenham annonce que le contrat d'Heung-Min Son est prolongé jusqu'à l'été 2026.
Le 2 août 2025, Son annonce son intention de quitter Tottenham lors de cet été 2025, après dix ans passés au club.

### En sélection

#### Parcours avec les sélections de jeunes
Avec les moins de 17 ans, il prend part à la Coupe d'Asie des moins de 16 ans 2008. Lors de ce tournoi, il marque quatre buts, dont un doublé face à l'Indonésie (large victoire 0-9). La Corée du Sud s'incline en finale contre l'Iran (2-1).
L'année suivante, il participe à la Coupe du monde des moins de 17 ans 2009 qui se déroule au Nigeria. Lors de ce mondial junior, il joue cinq matchs. Il se met en évidence en délivrant deux passes décisives en phase de poule, contre l'Uruguay et l'Algérie, puis une dernière lors du quart de finale perdu face au pays organisateur.
Avec la sélection olympique, il participe aux Jeux olympiques d'été de 2016. Lors du tournoi olympique organisé au Brésil, il joue quatre matchs. Il se met en évidence en inscrivant deux buts, contre la modeste équipe des Fidji, puis contre l'Allemagne. La Corée du Sud s'incline en quart de finale face au Honduras.
Il participe ensuite en 2018 aux Jeux asiatiques, qui se déroulent en Indonésie. Il constitue un élément clé de son équipe, avec un but marqué, et cinq passes décisives délivrées. Il remporte, le 1er septembre 2018, ces Jeux en battant le Japon en finale, ce qui lui permet notamment de réduire son service militaire sud-coréen d'environ 2 ans à 3 semaines. Il l'effectue en avril 2020, lors de l'arrêt des compétitions en raison de la pandémie de covid-19.

#### Parcours en A
Il reçoit sa première sélection en équipe de Corée du Sud le 30 décembre 2010, en amical contre la Syrie (victoire 1-0). Il est alors âgé de seulement 18 ans et 175 jours. Son dispute ensuite quelques semaines plus tard la Coupe d'Asie 2011 qui se déroule au Qatar. Lors de cette compétition, il joue quatre matchs. Il se met en évidence en marquant son premier but en sélection, lors de la large victoire face à l'Inde (4-1). La Corée du Sud se classe troisième du tournoi.
Le 6 septembre 2013, il inscrit son premier doublé en sélection, lors d'un match amical contre Haïti (victoire 4-1). L'année suivante, il participe à la Coupe du monde 2014 organisée au Brésil. Lors de cette compétition, il se met en évidence en inscrivant un but contre l'Algérie. Avec un bilan d'un nul et deux défaites, la Corée du Sud ne parvient pas à dépasser le premier tour.
L'année suivante, il participe pour la deuxième fois à la Coupe d'Asie. Lors de cette compétition organisée pour la toute première fois en Australie, il joue cinq matchs. Il s'illustre en marquant un doublé en quart de finale face à l'Ouzbékistan, puis un autre but lors de la finale perdue après prolongation face au pays organisateur.
Par la suite, le 3 septembre de la même année, il est l'auteur de son premier triplé en équipe nationale, face au Laos. Cette rencontre gagnée sur le score fleuve de 8-0 rentre dans le cadre des éliminatoires du mondial 2018. Deux mois plus tard, lors de ces mêmes éliminatoires, il s'illustre à nouveau contre le Laos, en inscrivant un doublé.

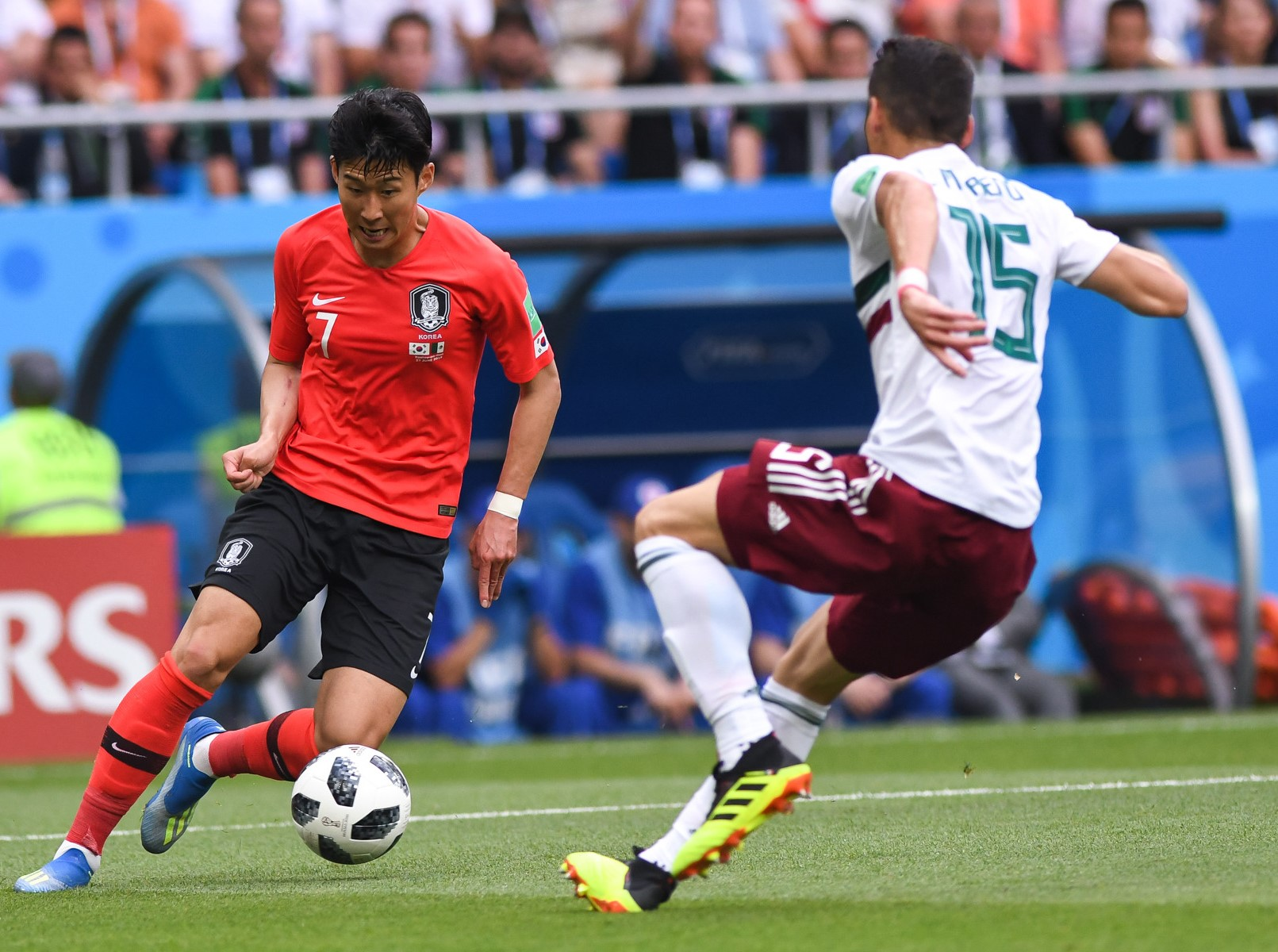
Son face à Héctor Moreno lors du match Corée du Sud-Mexique à la Coupe du monde 2018

Le 10 novembre 2017, il est l'auteur d'un doublé, lors d'une rencontre amicale face à la Colombie (victoire 2-1). L'année suivante, il participe pour la seconde fois à la Coupe du monde. Lors de ce mondial organisé en Russie, il se met en évidence en inscrivant deux buts, contre le Mexique et l'Allemagne. Son Heung-min officie même comme capitaine face aux Allemands. Avec un bilan d'une seule victoire et deux défaites, la Corée du Sud ne parvient pas à dépasser le premier tour.
Après le mondial, il s'impose comme le capitaine régulier de la sélection. En janvier 2019, il participe pour la troisième fois à la Coupe d'Asie des nations. Lors de cette compétition organisée aux Émirats arabes unis, il joue trois matchs. Il se met une nouvelle fois en évidence, en délivrant une passe décisive et en étant également à l'origine d'un penalty face à la Chine. La Corée du Sud s'incline en quart de finale face au Qatar.
Le 10 octobre 2019, il est l'auteur d'un doublé face au Sri Lanka, lors des éliminatoires du mondial 2022. Il délivre également une passe décisive à cette occasion.
Le 12 novembre 2022, il est sélectionné par Paulo Bento pour participer à la Coupe du monde 2022. La Corée du Sud s'incline en huitième de finale face au Brésil, il n'y inscrit aucun but,

## Style de jeu
Son Heung-Min est connu pour son habileté technique que ce soit du pied droit ou du pied gauche, jouant principalement en tant qu'ailier gauche. Sa polyvalence lui permet aussi de jouer sur l'aile droite, mais également dans l'axe du terrain en tant qu'avant centre ou qu'attaquant de soutien, voire beaucoup plus bas en tant que milieu de terrain offensif.
Sa capacité à créer des appels en se plaçant entre les défenseurs, que ce soit pour ouvrir des espaces à ses coéquipiers ou bien pour se créer des occasions, en font un attaquant très redoutable et un poison pour les défenseurs adverses.
En plus d'avoir une bonne vitesse, que ce soit avec ou sans le ballon et aussi une bonne endurance lui permettant de rester efficace pendant toute la durée d'un match, son sens de la position, ses mouvements et ses prises de balle des deux pieds lui permettent d'être un joueur très efficace en contre-attaque.
Bon passeur, et n'hésitant à jouer pour l'équipe en essayant de leur fournir le maximum de solutions, Son Heung-Min est également un excellent buteur grâce à sa finition chirurgicale lui permettant de réussir ses duels contre le gardien adverse et de marquer des buts par des frappes insaisissables et lointaines.

## Statistiques

### Statistiques détaillées
| Saison                | Club                  | Championnat           | Championnat | Championnat | Championnat | Coupe nationale | Coupe nationale | Coupe nationale | Coupe de la Ligue | Coupe de la Ligue | Coupe de la Ligue | Compétition(s) continentale(s) | Compétition(s) continentale(s) | Compétition(s) continentale(s) | Compétition(s) continentale(s) | Corée du Sud | Corée du Sud | Corée du Sud | Total | Total | Total |
| Saison                | Club                  | Division              | M.          | B.          | P.d.        | M.              | B.              | P.d.            | M.                | B.                | P.d.              | Comp.                          | M.                             | B.                             | P.d.                           | M.           | B.           | P.d.         | M.    | B.    | P.d.  |
| 2010-2011             | Hambourg SV           | Bundesliga            | 13          | 3           | 0           | 1               | 0               | 0               | -                 | -                 | -                 | -                              | -                              | -                              | -                              | 5            | 1            | 0            | 19    | 4     | 0     |
| 2011-2012             | Hambourg SV           | Bundesliga            | 27          | 5           | 1           | 3               | 0               | 0               | -                 | -                 | -                 | -                              | -                              | -                              | -                              | 6            | 0            | 0            | 36    | 5     | 1     |
| 2012-2013             | Hambourg SV           | Bundesliga            | 33          | 12          | 2           | 1               | 0               | 0               | -                 | -                 | -                 | -                              | -                              | -                              | -                              | 6            | 1            | 0            | 40    | 13    | 2     |
| Sous-total            | Sous-total            | Sous-total            | 73          | 20          | 3           | 5               | 0               | 0               | -                 | -                 | -                 | -                              | -                              | -                              | -                              | 17           | 2            | 0            | 95    | 22    | 3     |
| 2013-2014             | Bayer Leverkusen      | Bundesliga            | 31          | 10          | 4           | 4               | 2               | 1               | -                 | -                 | -                 | C1                             | 8                              | 0                              | 2                              | 12           | 5            | 1            | 55    | 17    | 8     |
| 2014-2015             | Bayer Leverkusen      | Bundesliga            | 30          | 11          | 3           | 2               | 1               | 0               | -                 | -                 | -                 | C1                             | 10                             | 5                              | 1                              | 16           | 4            | 3            | 58    | 21    | 7     |
| 2015-2016             | Bayer Leverkusen      | Bundesliga            | 1           | 0           | 0           | -               | -               | -               | -                 | -                 | -                 | C1                             | 1                              | 0                              | 0                              | 0            | 0            | 0            | 2     | 0     | 0     |
| Sous-total            | Sous-total            | Sous-total            | 62          | 21          | 7           | 6               | 3               | 1               | -                 | -                 | -                 | -                              | 19                             | 5                              | 3                              | 28           | 9            | 4            | 115   | 38    | 15    |
| 2015-2016             | Tottenham Hotspur     | Premier League        | 28          | 4           | 1           | 4               | 1               | 1               | 1                 | 0                 | 0                 | C3                             | 7                              | 3                              | 3                              | 5            | 5            | 0            | 45    | 13    | 5     |
| 2016-2017             | Tottenham Hotspur     | Premier League        | 34          | 14          | 6           | 5               | 6               | 1               | 0                 | 0                 | 0                 | C1+C3                          | 6+2                            | 1+0                            | 0                              | 7            | 1            | 2            | 54    | 22    | 9     |
| 2017-2018             | Tottenham Hotspur     | Premier League        | 37          | 12          | 6           | 7               | 2               | 3               | 2                 | 0                 | 2                 | C1                             | 7                              | 4                              | 0                              | 15           | 6            | 1            | 68    | 24    | 12    |
| 2018-2019             | Tottenham Hotspur     | Premier League        | 31          | 12          | 6           | 1               | 1               | 2               | 4                 | 3                 | 0                 | C1                             | 12                             | 4                              | 1                              | 11           | 1            | 5            | 59    | 21    | 14    |
| 2019-2020             | Tottenham Hotspur     | Premier League        | 30          | 11          | 10          | 4               | 2               | 0               | 1                 | 0                 | 0                 | C1                             | 6                              | 5                              | 1                              | 6            | 2            | 1            | 47    | 20    | 12    |
| 2020-2021             | Tottenham Hotspur     | Premier League        | 37          | 17          | 10          | 2               | 0               | 4               | 3                 | 1                 | 0                 | C3                             | 9                              | 4                              | 3                              | 4            | 1            | 2            | 55    | 23    | 19    |
| 2021-2022             | Tottenham Hotspur     | Premier League        | 35          | 23          | 7           | 2               | 0               | 0               | 4                 | 0                 | 0                 | C4                             | 4                              | 1                              | 1                              | 7            | 4            | 0            | 52    | 28    | 8     |
| 2022-2023             | Tottenham Hotspur     | Premier League        | 36          | 10          | 6           | 3               | 2               | 0               | -                 | -                 | -                 | C1                             | 8                              | 2                              | 0                              | 12           | 6            | 0            | 59    | 20    | 6     |
| 2023-2024             | Tottenham Hotspur     | Premier League        | 35          | 17          | 10          | -               | -               | -               | 1                 | 0                 | 0                 | -                              | -                              | -                              | -                              | 15           | 11           | 3            | 51    | 28    | 13    |
| 2024-2025             | Tottenham Hotspur     | Premier League        | 30          | 7           | 9           | 2               | 0               | 1               | 4                 | 1                 | 0                 | C3                             | 10                             | 3                              | 2                              | 7            | 3            | 2            | 53    | 14    | 14    |
| Sous-total            | Sous-total            | Sous-total            | 333         | 127         | 71          | 30              | 14              | 12              | 20                | 5                 | 2                 | -                              | 71                             | 27                             | 11                             | 89           | 40           | 16           | 543   | 213   | 112   |
| Total sur la carrière | Total sur la carrière | Total sur la carrière | 468         | 168         | 81          | 41              | 17              | 13              | 20                | 5                 | 2                 | -                              | 89                             | 32                             | 14                             | 134          | 51           | 20           | 752   | 273   | 130   |

### Buts internationaux
| No | Date             | Lieu                                                     | Adversaire  | Résultat | Compétition                             |
| -- | ---------------- | -------------------------------------------------------- | ----------- | -------- | --------------------------------------- |
| 1  | 18 janvier 2011  | Al Gharafa Stadium, Doha, Qatar                          | Inde        | 4-1      | Coupe d'Asie 2011                       |
| 2  | 26 mars 2013     | Stade de la Coupe du monde, Séoul, Corée du Sud          | Qatar       | 2-1      | Éliminatoires de la Coupe du monde 2014 |
| 3  | 6 septembre 2013 | Sungui Arena Park, Incheon, Corée du Sud                 | Haïti       | 4-1      | Match amical                            |
| 4  | 6 septembre 2013 | Sungui Arena Park, Incheon, Corée du Sud                 | Haïti       | 4-1      | Match amical                            |
| 5  | 15 octobre 2013  | Cheonan Stadium, Cheonan, Corée du Sud                   | Mali        | 3-1      | Match amical                            |
| 6  | 5 mars 2014      | Stade Karaïskaki, Le Pirée, Grèce                        | Grèce       | 2-0      | Match amical                            |
| 7  | 22 juin 2014     | Stade José-Pinheiro-Borda, Porto Alegre, Brésil          | Algérie     | 2-4      | Coupe du monde 2014                     |
| 8  | 22 janvier 2015  | AAMI Park, Melbourne, Australie                          | Ouzbékistan | 2-0      | Coupe d'Asie 2015                       |
| 9  | 22 janvier 2015  | AAMI Park, Melbourne, Australie                          | Ouzbékistan | 2-0      | Coupe d'Asie 2015                       |
| 10 | 31 janvier 2015  | ANZ Stadium, Sydney, Australie                           | Australie   | 1-2      | Coupe d'Asie 2015                       |
| 11 | 16 juin 2015     | Stade Rajamangala, Bangkok, Thaïlande                    | Birmanie    | 2-0      | Éliminatoires de la Coupe du monde 2018 |
| 12 | 3 septembre 2015 | Hwaseong stadium, Hwaseong, Corée du Sud                 | Laos        | 8-0      | Éliminatoires de la Coupe du monde 2018 |
| 13 | 3 septembre 2015 | Hwaseong stadium, Hwaseong, Corée du Sud                 | Laos        | 8-0      | Éliminatoires de la Coupe du monde 2018 |
| 14 | 3 septembre 2015 | Hwaseong stadium, Hwaseong, Corée du Sud                 | Laos        | 8-0      | Éliminatoires de la Coupe du monde 2018 |
| 15 | 17 novembre 2015 | New Laos national Stadium, Vientiane, Laos               | Laos        | 5-0      | Éliminatoires de la Coupe du monde 2018 |
| 16 | 17 novembre 2015 | New Laos national Stadium, Vientiane, Laos               | Laos        | 5-0      | Éliminatoires de la Coupe du monde 2018 |
| 17 | 6 octobre 2016   | Stade de la Coupe du monde de Suwon, Suwon, Corée du Sud | Qatar       | 3-2      | Éliminatoires de la Coupe du monde 2018 |
| 18 | 10 octobre 2017  | Tissot Arena, Bienne, Suisse                             | Maroc       | 1-3      | Match amical                            |
| 19 | 10 novembre 2017 | Stade de la Coupe du monde de Suwon, Suwon, Corée du Sud | Colombie    | 2-1      | Match amical                            |
| 20 | 10 novembre 2017 | Stade de la Coupe du monde de Suwon, Suwon, Corée du Sud | Colombie    | 2-1      | Match amical                            |
| 21 | 28 mai 2018      | Stade de Daegu, Daegu, Corée du Sud                      | Honduras    | 2-0      | Match amical                            |
| 22 | 23 juin 2018     | Rostov Arena, Rostov-sur-le-Don, Russie                  | Mexique     | 1-2      | Coupe du monde 2018                     |
| 23 | 27 juin 2018     | Kazan Arena, Kazan, Russie                               | Allemagne   | 2-0      | Coupe du monde 2018                     |
| 24 | 26 mars 2019     | Stade de la Coupe du monde, Séoul, Corée du Sud          | Colombie    | 2-1      | Match amical                            |
| 25 | 10 octobre 2019  | Hwaseong Sports Town, Hwaseong, Corée du Sud             | Sri Lanka   | 8-0      | Éliminatoires de la Coupe du monde 2022 |
| 26 | 10 octobre 2019  | Hwaseong Sports Town, Hwaseong, Corée du Sud             | Sri Lanka   | 8-0      | Éliminatoires de la Coupe du monde 2022 |
| 27 | 13 juin 2021     | Stade de Goyang, Goyang, Corée du Sud                    | Liban       | 2-1      | Éliminatoires de la Coupe du monde 2022 |
| 28 | 7 octobre 2021   | Ansan Wa~ Stadium, Ansan, Corée du Sud                   | Syrie       | 2-1      | Éliminatoires de la Coupe du monde 2022 |
| 29 | 12 octobre 2021  | Stade Azadi, Teheran, Iran                               | Iran        | 1-1      | Éliminatoires de la Coupe du monde 2022 |
| 30 | 16 novembre 2021 | Al-Gharafa Stadium, Doha, Qatar                          | Irak        | 3-0      | Éliminatoires de la Coupe du monde 2022 |

NB : Les scores sont affichés sans tenir compte du sens conventionnel en cas de match à l'extérieur (Corée du Sud-Adversaire)

## Palmarès

### Palmarès collectif
| Tottenham Hotspur (1) | Équipe de Corée du Sud (1)                                                                  |
| --- | ------------------------------------------------------------------------------------------- |
| - Championnat d'Angleterre - Vice-champion en 2017. - Ligue des champions - Finaliste en 2019. - Coupe de la Ligue anglaise - Finaliste en 2021. - Ligue Europa (1) - Vainqueur en 2025. | - Coupe d'Asie des nations - Finaliste en 2015. - Jeux asiatiques (1) - Vainqueur en 2018 . |

### Distinctions personnelles
- Meilleur joueur coréen de l'année en 2013, 2014, 2017, 2019, 2020, 2021, 2022, 2023, 2024 (8, record pour un seul joueur).
- Élu joueur du mois du championnat d'Angleterre en septembre 2016, avril 2017, octobre 2020 et septembre 2023.
- Meilleur buteur de la Coupe d'Angleterre en 2016-2017 (6 buts).
- Trophée du but du mois de Premier League en septembre 2018 pour son but lors de Tottenham Hotspur-Chelsea FC (3-1) et en décembre 2019 lors de Tottenham Hotspur-Burnley (5-0).
- 11ème au Ballon d'or 2022.
- Joueur de l'année de Tottenham Hotspur sur la saison 2018-2019, la saison 2019-2020 et la saison 2021-2022.
- Trophée du plus beau but de la saison 2019-2020 de Premier League lors du match de Tottenham Hotspur contre Burnley (5-0).
- Prix Puskás de la FIFA du plus beau but de la saison 2019-2020[65].
- Membre de l'équipe-type de Premier League 2020-2021.
- Meilleur buteur du championnat d'Angleterre 2021-2022 avec 23 buts.